# Koropletkarta
Koropletkarta (grekiska: choros, plats och plethos, storlek) är en tematisk karta som visar hur mycket som finns av en viss företeelse (ex. befolkning) inom en administrativ enhet (ex. en kommun).

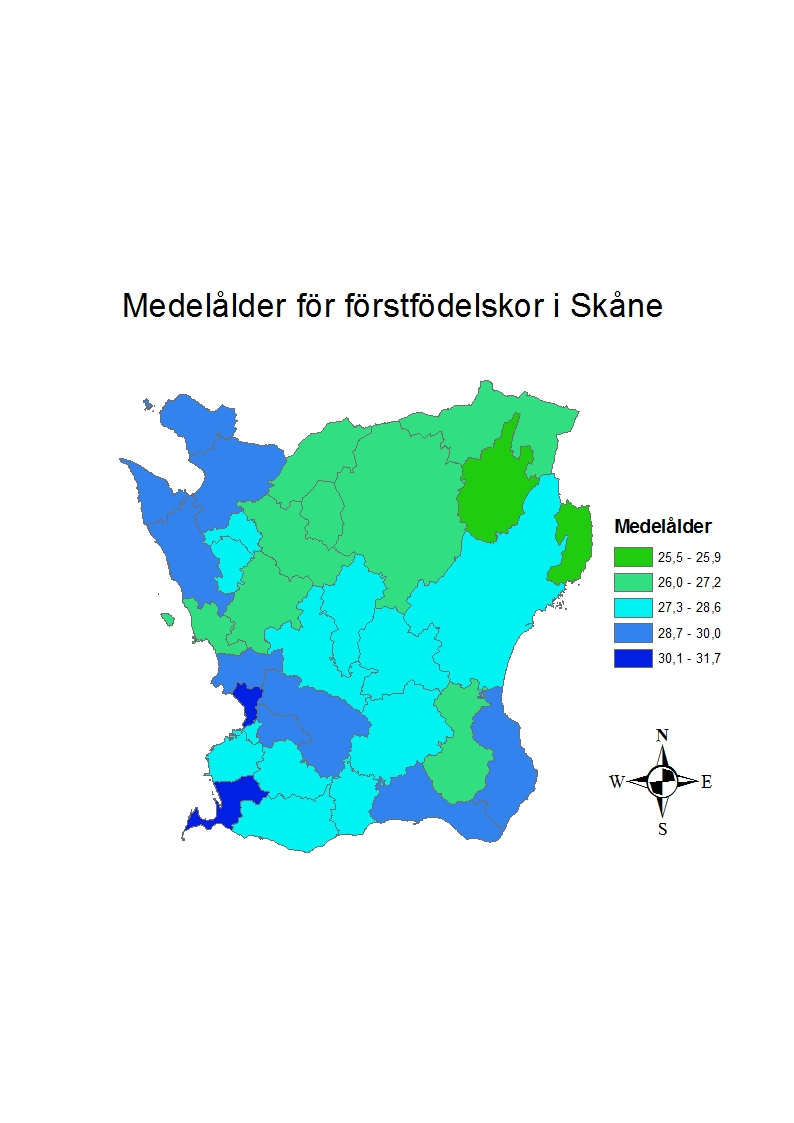
En koropletkarta

Ett bra hjälpmedel för att ta fram koropletkartor är GIS-baserade programvaror. En nackdel med koropletkartor är att de kan bli missvisande om informationen som presenteras inte är meningsfull att knyta till geografiska områden.